# Châtillon-sur-Seine
Châtillon-sur-Seine este o comună în departamentul Côte-d'Or, Franța. În 2009 avea o populație de 5,613 de locuitori.

## Evoluția populației
| An        | 1975  | 1982  | 1990  | 1999  | 2006  | 2009  |
| --------- | ----- | ----- | ----- | ----- | ----- | ----- |
| Populație | 7,383 | 7,561 | 6,862 | 6,269 | 5,837 | 5,613 |